# Stasys Brundza
Stasys Brundza (* 22. Februar 1947 in Kaunas) ist ein litauischer Automobilist, Automobilsportler, Automobilsammler und Politiker, seit Juli 2014 Mitglied des Seimas.

## Leben
Sein Vater war Kazys Brundza (1903–1991), Botaniker und Professor. Er hat die Schwestern Elena und Konstancija (1942–1971), Komponistin.
Nach dem Abitur absolvierte er von 1964 bis 1976 das Diplomstudium der Mechanik am Vilniaus inžinerinis statybos institutas und wurde Ingenieur-Mechaniker der Automobilwirtschaft. Von 1966 bis 1968 arbeitete er bei Kauno radijo gamykla. Von 1968 bis 1975 arbeitete er in Ischewsk (Russland), von 1976 bis 1988 beim Automobilremontwerk Vilnius (Vilniaus automobilių remonto gamykla), von 1982 bis 1988 als Leiter für Bau von Sportautos „LADA VFTS“, von 1988 bis 1992 als Generaldirektor bei Vilniaus eksperimentinė sportinių automobilių gamykla (EVA), ab 1991 Vertreter von „Thermo King“, von 1991 bis 2001 von „Volvo Truck Corp.“, von 1992 bis 2001 Importeur von „Audi“ und „Volkswagen“. 1998 gründete er das Museum des Verkehrs VšĮ „Stasio Brundzos Automobilių ir transporto muziejus“ (mit 110 Autos und 20 Motorräder). Von 2003 bis 2004 war er Ratsvorsitzende der Bank „Snoras“, von 2007 bis 2008 Berater des Ministerpräsidenten Gediminas Kirkilas. 2012 kandidierte er in der Liste von Drąsos kelias zum Seimas. Seit Juli 2014 ist er Mitglied des litauischen Parlaments (statt Neringa Venckienė).
Von 1996 bis 1999 und von 2004 bis 2007 leitete er als Präsident den Verband Lietuvos autoverslininkų asociacija.

## Sportleistungen
- Meister von Auto-Rallye der Sowjetunion: 1971, 1974–1976, 1978–1983
- Meister von Tour d’Europe, 1974

## Auszeichnungen
- 1979: Verdienter Sportmeister der Sowjetunion
- 2007: Orden für Verdienste um Litauen, Riterio kryžius